# Kanglung
Kanglung est une ville à l'est du Bhoutan, située dans le district de Trashigang.
En 2013, Kanglung compte 1 811 habitants.